# 수산나 아녤리

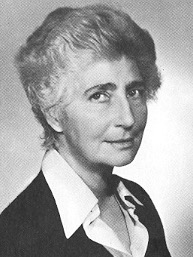

수산나 아녤리(Susanna Agnelli, 1922년 4월 24일 ~ 2009년 5월 15일)는 이탈리아의 정치인, 작가이다. 외무장관, 유럽 의회 의원 등의 경력이 있으며, 피아트의 명예회장 조반니 아녤리의 누나이다.